# Citheronia beledonon
Citheronia beledonon är en fjärilsart som beskrevs av Dyar 1912. Citheronia beledonon ingår i släktet Citheronia och familjen påfågelsspinnare. Inga underarter finns listade i Catalogue of Life.